# Mulberrósida A
La mulberrósida A es un estilbenoide encontrado en Morus alba. Es el diglucósido de  oxiresveratrol.